# KEXP
KEXP é uma estação de rádio de Seattle, Washington, conhecida por sua programação diversificada e influência no cenário musical. Fundada em 1972 como uma estação de rádio da Universidade de Washington, a KEXP se estabeleceu como uma força inovadora na promoção de música alternativa e independente.

## História
A história da KEXP remonta a 1972, quando a estação de rádio foi estabelecida como KCMU, operando na frequência 90,3 FM. Inicialmente, a estação era vinculada à Universidade de Washington e focava principalmente em programação educacional. No entanto, à medida que o tempo passava, a KCMU começou a ampliar sua programação para incluir gêneros musicais alternativos e artistas independentes emergentes.[carece de fontes?]
Em 2001, a estação passou por uma mudança significativa. O nome foi alterado para KEXP e a estação se tornou uma entidade independente, separando-se da Universidade de Washington. Essa mudança permitiu que a KEXP tivesse maior liberdade na definição de sua programação e na busca de parcerias com artistas e selos independentes.[carece de fontes?]

## Programação e influência
A KEXP é conhecida por sua programação diversificada, que abrange uma ampla variedade de gêneros musicais, incluindo rock, indie, eletrônico, hip-hop, world music. A estação apresenta artistas emergentes, bem como músicas de artistas consagrados, buscando sempre proporcionar uma experiência musical diversificada.
Além da transmissão de músicas, a KEXP também oferece programas de entrevistas, performances ao vivo e sessões acústicas. Essas sessões, conhecidas como "in-studio sessions", são altamente valorizadas pelos fãs de música, pois proporcionam uma experiência única de ver artistas renomados e emergentes se apresentarem em um ambiente intimista.[carece de fontes?]
A influência da KEXP no cenário musical desempenhou um papel importante na promoção de bandas independentes e na descoberta de novos talentos. Muitos artistas consagrados, como Nirvana, Death Cab for Cutie e Macklemore, tiveram suas músicas divulgadas pela KEXP antes de alcançarem sucesso mundial. Além disso, a KEXP realiza eventos e festivais musicais, como o KEXP's Concerts at the Mural, que reúnem artistas locais e internacionais em performances ao vivo.[carece de fontes?]

## Impactos e reconhecimento
A KEXP conquistou reconhecimento e prêmios por seu trabalho no apoio à música independente. Em 2008, a estação recebeu o título de "Estação de Rádio do Ano" no Festival Internacional de Música Independente. A revista Rolling Stone também elogiou a KEXP como uma das melhores estações de rádio do país, destacando sua programação diversa e o apoio a artistas independentes.
Além da transmissão terrestre, a KEXP expandiu sua presença digital. A estação disponibiliza sua programação ao vivo online e oferece um extenso catálogo de sessões de estúdio, entrevistas e playlists através de seu site. Essa abordagem multiplataforma permitiu que a KEXP alcançasse uma audiência global.[carece de fontes?]